# Anatoli Konstantinowitsch Serow

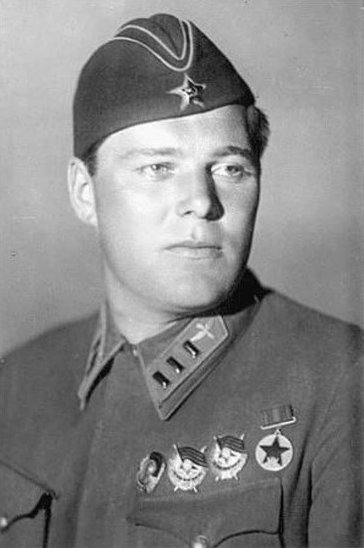
Anatoli Serow (1939)

Anatoli Konstantinowitsch Serow (russisch Анатолий Константинович Серов; * 20. Märzjul. / 2. April 1910greg. in Woronzowka, Gouvernement Perm; † 11. Mai 1939 in Wyssokoje bei Rybnoje, Oblast Rjasan) war ein sowjetischer Pilot.
Anatoli Serow nahm 1937/38 auf Seiten der Republik am Spanischen Bürgerkrieg teil und schoss bei 40 Einsätzen acht gegnerische Flugzeuge ab. Am 2. März 1938 wurde er deshalb zum Held der Sowjetunion ernannt. Er war der erste Ehemann der Schauspielerin Walentina Serowa. Beide hatten sich am 3. Mai 1938 kennengelernt und am 11. Mai 1938 geheiratet.
Bei einem Instrumentenflug auf einer Polikarpow I-16UTI-4 überzog er in geringer Höhe die Maschine, geriet ins Trudeln und verunglückte gemeinsam mit seiner Instrukteurin Polina Ossipenko tödlich. Beide wurden an der Nekropole an der Kremlmauer beigesetzt.